# Beorgs of Skelberry

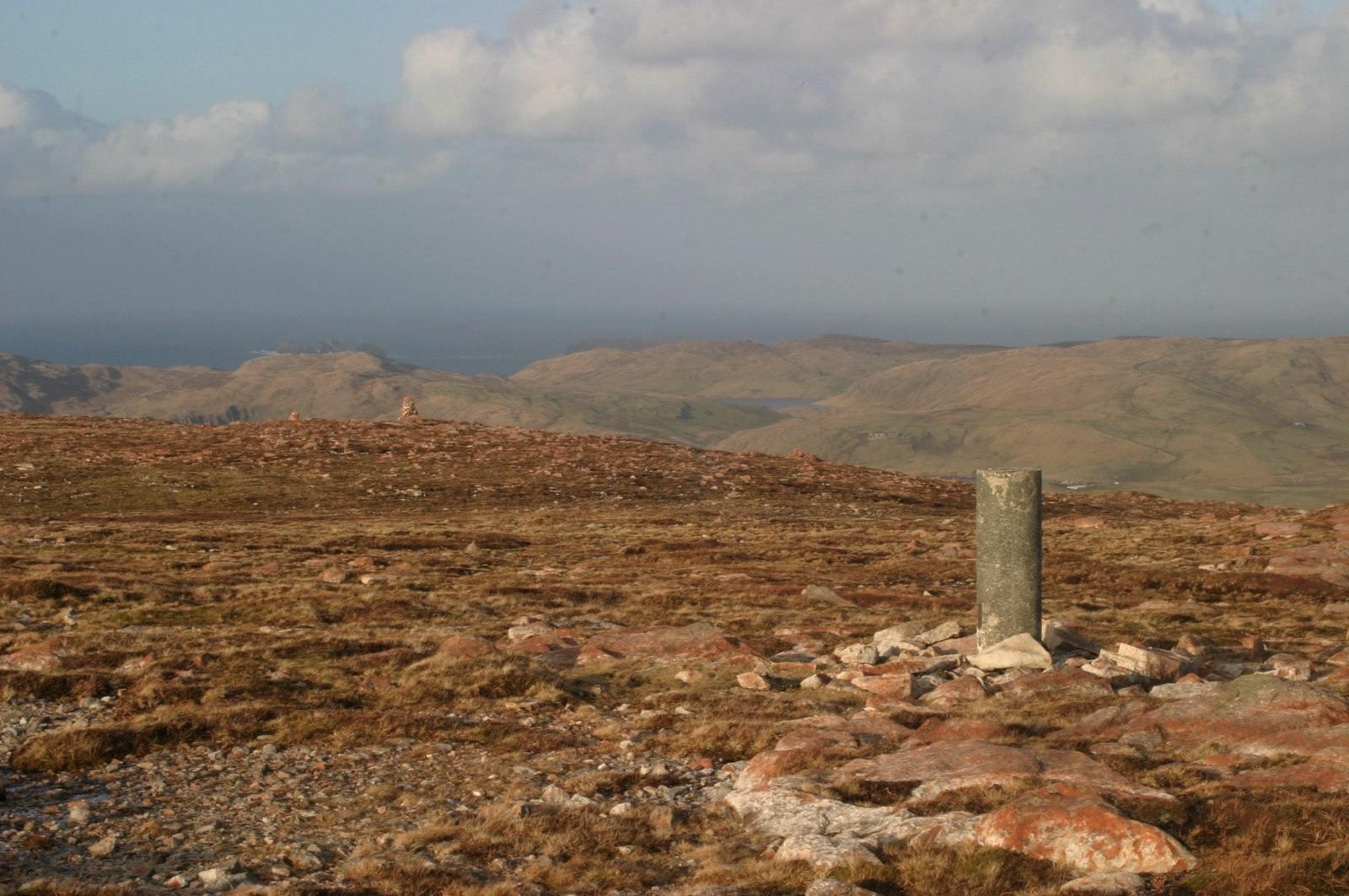
Blick vom Gipfel nach Norden, mit Vanessa

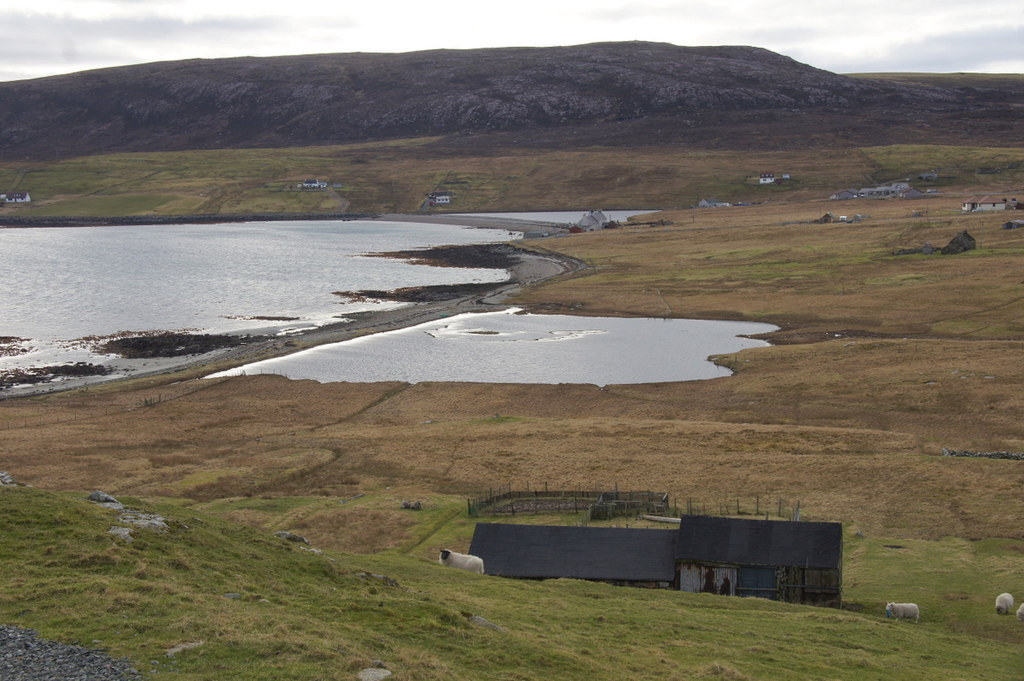
Blick von Osten über die Bucht Burra Voe und den Ort North Roe zum Berg

Der Beorgs of Skelberry ist ein 198 Meter hoher Berg im Norden von Mainland, der Hauptinsel der zu Schottland zählenden Shetlands. Er liegt auf der Halbinsel North Roe sowie im Gebiet der Community Council Area Northmavine. Er weist auf der Ostseite eine steile Flanke auf, die sich über etwa drei Kilometer in nord-südlicher Richtung erstreckt. Geologisch handelt es sich dabei um die Grenze zwischen dem hauptsächlich aus Graniten und Granophyren bestehenden Pluton Northmaven Complex im Westen und der Fethaland-Serie im Osten, zur Entstehungszeit des Old-Red-Sandstein sedimentär abgelagerten Metamorphiten mit einem hohen Anteil an hornblendehaltigem Gneis. Im Bereich des Berges knickt die Grenze des Plutons nach Nordwesten ab, um über die Beorgs of Uyea zum Nordatlantik zu führen.
Zu Füßen des Beorgs of Skelberry liegen, nur wenige Meter über dem Meeresspiegel, im Südosten der namensgebende Weiler Skelberry sowie im Nordosten die Ortschaft North Roe. Nach Norden hin geht er in den 121 Meter hohen Hill of Sandvoe über, zwischen beiden entspringt der Vatsendi Burn, der von hier aus zum Loch of Flugarth fließt. Der Ostteil des Beorgs of Skelberry entwässert über den Burn of Houlland nach Nordosten zur Bucht Burra Voe, der Westen über den Burn of Sandvoe zur Roer Mill und der Südwesten über den Burn of Roerwater zum Voe of the Brig. Im Süden folgt, jenseits einer bis auf eine Höhe von etwa 80 Metern herunterreichenden Scharte, der 147 Meter hohe Beorgs of Housetter. Auf dem Gipfel des Beorgs of Skelberry befinden sich ein trigonometrischer Punkt, markiert durch einen Vermessungspfeiler vom Typ Vanessa, sowie mehrere Steinmännchen.
Der Beorgs of Skelberry markiert die nordöstliche Ecke eines unbewohnten Gebietes, das im nördlichen Teil durch eine Moor- und Heidelandschaft mit etlichen Seen, im südlichen durch den höchsten Berg der Shetlands, den Ronas Hill, geprägt ist. Es ist in mehreren Kategorien unter Naturschutz gestellt:  Als Naturschutz- (SSSI) und FFH-Gebiet (SAC) Ronas Hill - North Roe sowie als Ramsar-Gebiet und Schutzgebiet nach der EU-Vogelschutzrichtlinie (SPA) Ronas Hill - North Roe and Tingon.
Koordinaten: 60° 34′ N, 1° 21′ W